# 紅染の盟約 Birth of Blue Teardrop
序章：監獄島
『紅染の盟約 Birth of Blue Teardrop』（べにそめのめいやく バース・オブ・ブルー・ティアドロップ）は、3DアクションRPG『ダンジョン・シージ』のアドオン・ゲームソフトCD-ROM、2003年4月12日にトワイライトエクスプレスより発売。
このゲームは、「ダンジョン・シージ」開発元Gas Powered Gamesが無償で公開した「Siege Editor」を用いて製作され、日本で発売された。

## 章数
- 序章：監獄島
  - 闘技場での戦い
- 第1章：追っ手を振り切って
  - エルザ女王の願い
  - 宰相バトリーを説得
- 第2章：レジスタンスと大司教 
  - 狼の退治
  - 野盗の討伐
  - ブラド大司教
- 第3章：赤の脅威 
  - クラウスに相談する
  - 太陽王に協力を乞う
- 第4章：太陽王
  - 鳥の祠
  - 蛇の祠
  - 蠍の祠
  - エルザ城へ続く道
- 第5章：闇に飲み込まれる赤
  - ペインキラーを追え
- 第6章：血塗られた聖域
  - 最終決戦

## ゲームシリーズ
- ダンジョン・シージ
  - ダンジョン・シージ: アランナの伝説（拡張パック）
- 紅染の盟約 Birth of Blue Teardrop（日本のみ発売）
- ダンジョン・シージII
  - ダンジョン・シージII: ブロークン・ワールド（英語版）（拡張パック、日本未発売）
- ダンジョン・シージ: スローン・オブ・アゴニー（英語版）（PSPのみ対応、日本未発売）
- ダンジョン・シージIII
  - ダンジョン・シージIII: Treasures of the Sun（拡張パック、ダウンロードコンテンツ）

| スタブアイコン | サブスタブ | この項目は、まだ閲覧者の調べものの参照としては役立たない、コンピュータゲームに関連した書きかけの項目です。この項目を加筆・訂正などしてくださる協力者を求めています（P:コンピュータゲーム/PJ:コンピュータゲーム）。 |

| スタブアイコン | サブスタブ | この項目は、まだ閲覧者の調べものの参照としては役立たない、コンピュータゲームに関連した書きかけの項目です。この項目を加筆・訂正などしてくださる協力者を求めています（P:コンピュータゲーム/PJ:コンピュータゲーム）。 |